# Carlos Hermosilla Álvarez
Carlos Hermosilla Álvarez (n. 18 de octubre de 1905, Valparaíso - 16 de agosto de 1991, Viña del Mar) fue un grabador y dibujante chileno.
A los quince años de edad se traslada a Santiago, luego de una ardua niñez y juventud señalada por la miseria, la enfermedad y empleos en oficios menores donde hace de ayudante de prensista litográfico. Aquejado de polio, estudia y dibuja de manera autodidacta. En 1928, ingresa al curso de Ana Cortés de la Escuela de Bellas Artes de Santiago.
En 1939 es nombrado profesor de la Escuela de Bellas Artes de Viña del Mar.
Entre los años 1952-1954 viaja a Austria, Polonia, Italia y Francia. Al año siguiente efectúa una retrospectiva con 89 piezas en la Sala de la Universidad de Chile. 
En los años 1962 y 1963 visita Cuba y viaja a Europa. Expone en Roma y a su retorno a Valparaíso publicó su primer libro de poemas. En 1966 es nombrado Ciudadano Ilustre de Valparaíso. En 1971, el Instituto de Arte Latinoamericano de la Universidad de Chile lo destaca como "Artista del pueblo". En 1983 publicó Fotosonetos Valparaíso.
En el arte se desarrolló en la gráfica, el dibujo y fundamentalmente, en el grabado litografía, xilografía, zincografía, aguafuerte, puntaseca, linóleos y monocopias.
Fue autor de múltiples representaciones de personalidades públicos de Chile, paisajes y acontecimientos nacionales; la mayoría referidos a Valparaíso.
Su obra fue en parte legada a la comunidad y el resto es patrimonio de la Universidad de Playa Ancha de Ciencias de la Educación.
- Datos: Q5750577